# László Horváth
László Horváth (n. 21 aprilie 1946, Csorna, Comitatul Sopron, Regatul Ungariei – d. 3 iulie 2025) a fost un sportiv ce a reprezentat Ungaria, medaliat olimpic în proba de pentatlon modern. A participat la o ediție a Jocurilor Olimpice (1980) în care a câștigat o medalie de argint.

## Participări
Lista de mai jos prezintă principalele competiții la care a participat László Horváth de-a lungul carierei.
- Sovremennoe peatiborie na letnih Olimpiiskih igrah 1980[*]